# Rhizoecus graminicola
Rhizoecus graminicola är en insektsart som beskrevs av James 1936. Rhizoecus graminicola ingår i släktet Rhizoecus och familjen ullsköldlöss.
Artens utbredningsområde är Kenya. Inga underarter finns listade i Catalogue of Life.